# Beste
Beste är en tysk släkt. Första ursprungen rapporteras från Hildesheim mot slutet av 1600-talet, då Christoph Paul Beste (1690 - 1749) kom till platsen, förmodligen västerifrån (Saarland?). Namnet kan vara en kortform av Sebastien.
Släkten etablerade sig i Mecklenburg i och med köpet av godset Blengow. En svensk gren uppstod då Berthold Beste (1929 - 2004) utvandrade från det blivande Östtyskland 1953.

## Kända Beste
- Niklot Beste (1901-1987), ärkebiskop (Landesbischof) i Schwerin 1947-1971. En av grundarna till Lutherska Världsförbundet.
- Hermann Beste (1940-, ärkebiskop i Schwerin (efterträdde sin far Niklot på samma post år 1996).
- Berthold Beste (1929-2004), adjunkt, rektor, naturvårdsprofil i Svenska Naturskyddsföreningen, debattör, biodlare, hembygdsföreningsaktiv i Veckholms socken och Kungs-Husby socken i Enköping. Under många år skrev han kolumnen Naturens Dagbok i Enköpings-Posten